# Saad Ali
Saad Ali nació en la ciudad de Diwaniya (Irak) en 1953, es pintor y poeta, domina diferentes técnicas pictóricas (óleo, acrílico, sobre papel, lienzo o tabla) incluida la pintura al fresco.

## Biografía
Saad Alí, nació en Diwaniya, Irak, en 1953. Estudió diseño y artes gráficas en la Academia de Arte de Bagdad, a los 21 años dejó Bagdad para trasladarse a estudiar a Italia en las Academias de Arte de Florencia y Perugia. En la técnica de la pintura al fresco se formó con el maestro Pietro Annigoni en Florencia.

## Trayectoria
La obra de Saad Ali en su desarrollo artístico mantiene claras influencias de la cultura de su Mesopotamia natal con la evolución producida por el estudio, las vivencias y relaciones sociales aportadas por la permanecía en diferentes ciudades europeas (Francia, Holanda, Italia, Inglaterra, España) en las que ha residido. Saad Alí reconoce que su arte se ha enriquecido a través de su estancia en otros países, “El arte necesita tiempo para que vaya fluyendo poco a poco”
Desde su primera exposición en 1976 en el Centro Cultural Kadimia de Bagdad no ha dejado de estudiar, trabajar y exponer, es a partir de 1977 cuando se traslada a Europa y abre estudios en Florencia (1980 a 1985),  Utrecht (1985 a 1998), en Borgoña (1998 a 2004) y en 2005 estableció su estudio en Chiva.
Saad Ali ha participado en ferias de arte y festivales en diferentes países, como Festival Internacional Art- Dubái, Art Fair de Londres, Art Fair Rótterdam.

## Obra
La paleta domina la mezcla colores ocres, anaranjados y amarillos propios de la cultura oriental, con azules, blancos y aguamarina del mar Mediterráneo, consiguen plasmar en sus obras una visión positiva del mundo, un canto a la amistad y a la alegría de vivir, todo lo ha podido expresar en obras de gran, mediano y pequeño formato ya sea sobre lienzo, papel, madera, yeso o ventanas y puertas, a las que dice darles una segunda oportunidad.
En sus trabajos, como sello de identidad, siempre esta presente o intuida la figura humana, líneas sinuosas, caras de perfil, ojos directos hacia el observador y manos con dedos alargados.
Algunos de sus trabajos pictóricos están estructurados en series.

La crítica de arte Rosa Ulpiano ha dicho de Saad, que:
"recrea una sensual poética de imágenes sacadas de la mitología donde una especie de paraíso terrenal parece estar presente" 
y para François Molière, Saad: 
“es un relator que cobija el alma, un alquimista que hace posible que el color y la forma nos propicie la visibilidad de los espacios compartidos en los que se ubican sus estilizadas criaturas; escenas en las que fluyen los abrazos y la sensualidad se convierte en su principal enseña".

### Pinturas
- Serie El valor de la vida.[1]
- Serie El oficio de vivir pintando.[10]
- Serie La puerta de la esperanza
- Serie Aires de Amor.[11]
- Serie El jardín d la vida.[4]
- Serie del Amor
- Serie Mi Familia

### Pintura al fresco y murales
Armonía Perfecta en la Parroquia de San Roque de Benicull de Xúquer.
Mural en Regentesseplein-hoek Galliestraat La Haya, Holanda.

### Carteles
Ha realizado carteles para diferentes campañas e instituciones como por ejemplo para Centro de Documentación de la Emigración Española (CDEE) y que figura en el Catálogo de Imágenes de la Emigración: Colección de carteles del CDEE.

### Libros
La Mesa del Arte, escrito por Vicente Vercher, Saad Alí y José Luis Mascara.

## Exposiciones
Ha expuesto en ciudades repartidas por todo el mundo como en, el Kelimart Gallery de Estambul (Turquía), Al Larkhiya Gallery en Duha (Qatar), Art Fair Jeddah de Arabia Saudí, el Museum Monde Árabe de Bruselas, International Art de Londres, el Galeri Smelik en Stokking (Ámsterdam), Galería Lusco Fusco de Lagos (Portugal), etc
En España ha expuesto en: Fundación Araguaney de Santiago de Compostela, Gran Teatro Antonio Ferrandis de Paterna (Valencia),  Sala Cultural el Lavadero de Chiva, Casa de la Cultura de Benetusser, Puro Arte en Vigo, Herencia, entre otras.  

## Museos y colecciones
La obra de Saad Ali se encuentra se encuentra representada en diversos museos y colecciones públicas y privadas tanto de países de Europa como de Oriente Medio o Rusia, como ejemplo se pueden citar algunos:
- Sala de Bellas Artes de Bagdad, Biblioteca de Diwaniya Irak, Academia de  Bellas Artes de Bagdad, Naadi Bagdad international, Centro Cultura Árabe de Damasco,

- Grupo Donatello-Vía del Orupia- Florencia Italia, Centro Cultural Milano Italia, StreekMuseum Tiel Holanda, S.O:L Utrecht, School voor journalistiek-Holanda, Derision hall Fine artfair-Genyt Bélgica, Badhoevendorp 2001 -Ámsterdam-Holanda, Colección 2000 Kunst lijn-Ámsterdam-Holanda, Colección Galerie LEscale Bruselas , Colección Galerie Husets Copenhagen-Denmark, Colección J-Frima-France, Galerie Kufe -Londres-Inglaterra, Centre Social Culture -Bruselas Bélgica, Colección Carlos Vamos Ámsterdam, Holanda,

- Center Cultural-South Yemen-Yemen

- Olympiahal Moscú-Rusia

## Catálogos
La obra de Saad Ali se ha recogido en numerosos catálogos: